# دون بلوث
دون بلوث (بالإنجليزية: Don Bluth)‏ هو مخرج أفلام أمريكي ورسام رسوم متحركة ومصمم إنتاج ومصمم ألعاب فيديو ومدرب رسوم متحركة، اشتهر بأفلامه المتحركة، بما في ذلك سر نيمه (1982)، حكاية أمريكية (1986)، الأرض قبل الزمن (1988)، جميع الكلاب تذهب إلى الجنة (1989)، أنستازيا (1997)، وتيتان إيه إي (2000).

## وصلات خارجية
- دون بلوث على موقع IMDb (الإنجليزية)
- دون بلوث على موقع ميتاكريتيك (الإنجليزية)
- دون بلوث على موقع الموسوعة البريطانية (الإنجليزية)
- دون بلوث على موقع روتن توميتوز (الإنجليزية)
- دون بلوث على موقع ألو سيني (الفرنسية)
- دون بلوث على موقع ميوزك برينز (الإنجليزية)
- دون بلوث على موقع أول موفي (الإنجليزية)
- دون بلوث على موقع بوكس أوفيس موجو (الإنجليزية)
- دون بلوث على موقع قاعدة بيانات الأفلام السويدية (السويدية)
- دون بلوث على موقع إن إن دي بي (الإنجليزية)